# François Georges-Picot
François Marie Denis Georges-Picot (Paris, 21 de dezembro de 1870 – Paris, 20 de junho de 1951) foi um diplomata e advogado francês que ficou conhecido por negociar o Acordo Sykes-Picot com o diplomata inglês Sir Mark Sykes, entre novembro de 1915 e março de 1916. Este tratado foi assinado formalmente em 16 de maio de 1916. O acordo secreto propunha que, quando a partilha do Império Otomano começasse após a vitória da Tríplice Entente na Primeira Guerra Mundial,  o Reino Unido e a França, e mais tarde a Rússia e a Itália, iriam dividir os territórios árabes no Oriente Médio entre si. Após este acordo, Picot serviu na região da Palestina e na Síria. Também serviu, em 1919, como Alto Comissário para a República da Bulgária e depois foi embaixador francês na Argentina.